# Polymixis chehebia
Polymixis chehebia är en fjärilsart som beskrevs av Charles E. Rungs 1972. Polymixis chehebia ingår i släktet Polymixis och familjen nattflyn. Inga underarter finns listade i Catalogue of Life.